# Les Portes du silence
 (mai 2015).
Si vous disposez d'ouvrages ou d'articles de référence ou si vous connaissez des sites web de qualité traitant du thème abordé ici, merci de compléter l'article en donnant les références utiles à sa vérifiabilité et en les liant à la section « Notes et références ».
Pour plus de détails, voir Fiche technique et Distribution.
Les Portes du silence (أبواب الصمت, 'Abwab alsamt) est un film de guerre algérien réalisé par Amar Laskri, sorti en 1987, avec Hassan El-Hassani, Noureddine Souli et Christine Melcer  dans les rôles principaux.
Un film révolutionnaire réalisé par une icône de la production cinématographique algérienne,  qui raconte les tournois héroïques de "Ammar Al-Bakouch" à Qalaa, Fosba en province de Guelma, et ce le soir de la célébration de la Révolution française, alors qu'il attaquait seul une caserne coloniale complète. La fin est tragique mais glorieuse.

## Fiche technique
- Titre : Les Portes du silence
- Titre original : أبواب الصمت ('Abwab alsamt)
- Réalisation : Amar Laskri
- Scénario : Mourad Bourboune
- Directeur de la photographie : Youcef Sahraoui
- Directeur de production : Mustapha Nia
- Chef décorateur : Mohamed Boudjemaa
- Musique : Fadhel Noubli
- Chef monteur : Rabah Dabouz
- Régisseur général : Diab Chérifi
- Pays d'origine : Algérie
- Langue : arabe, français
- Format : couleur, stéréo
- Genre : film de guerre
- Durée :
- Date de sortie :

## Distribution
- Hassan El-Hassani  : Salah Combat
- Noureddine Souli : Amar Bekouche
- Christine Melcer : Elisabeth de Lauris
- Michel Ruhl :
- Abderrahmane Cheriti :
- Arezki Hamidi :
- Xavier Magny :
- Benyoucef Hattab :
- Madani Maamoun :
- Mustapha Preure :